# 國家評論
國家評論（National Review，NR）是美國的一份半月刊雜誌，由作家小威廉·F·巴克利創建於1955年。該雜誌出版紙本的同時也可以在線訂閱，但網站上的免費內容和雜誌內容迥然不同。雜誌的在線版本National Review Online形容自己是「美國最大且最受歡迎的保守派新聞、評論和觀點」。
自創刊以來，該雜誌在美國保守主義發展中扮演了關鍵角色，不僅界定了其思想邊界，還推動了融合主義的興起，並逐步確立了其作為美國右翼主要聲音的領導地位。
雜誌主編是里奇·勞瑞，編輯是拉梅什·蓬努魯（Ramesh Ponnuru）。